# Begleitautomatik
Eine Begleitautomatik, vereinfacht auch Begleitautomat oder englischsprachig Arranger genannt, ist häufig Bestandteil eines Keyboards. Die Begleitautomatik kann als eine virtuelle Begleitband aufgefasst werden. Der Spieler wählt aus einer Vielzahl von Rhythmen einen Begleitrhythmus aus und begleitet sich mit Schlagzeug, Bass und weiteren Begleitinstrumenten selbst.

## Spielen mit Begleitautomatik
Für das Spielen mit Begleitautomatik wird das Keyboard in Begleitung und Melodie aufgeteilt. Der Musiker spielt mit der rechten Hand die Melodie und mit der linken Hand die Akkorde der Harmonie. Die linke Hand spielt keinen Rhythmus, sondern lässt die Akkorde liegen oder spielt sie nur kurz an. Der Akkord bestimmt solange die Harmonie der Begleitung, bis ein neuer Akkord gespielt wird. Viele Begleitautomatiken bieten eine Einfinger-Automatik, bei der bereits eine oder zwei Tasten einen Akkord definieren.
Darüber hinaus kann der Spieler über zusätzliche Bedienelemente am Keyboard den Rhythmus wechseln und auch sonst seine Begleitung auf vielfältige Weise steuern.

## Aufbau der Begleitrhythmen
Jeder Rhythmus besteht aus mehreren Instrumenten. Die Takte der Instrumente sind in Abschnitte wie Intro, Main, Fill In, Ending usw. unterteilt. Diese Abschnitte, sog. Sektionen, werden beim Spielen direkt am Keyboard über Taster aufgerufen. Sie bestehen in der Regel aus relativ wenigen Takten. Darüber hinaus gibt es pro Sektion verschiedene Variationen wie Intro A, Intro B, Intro C oder Main A, Main B usw. Die Begleitautomatik wird oft mit einem Intro gestartet, das danach in eine Main Sektion übergeht. Kennzeichnend für die Main Sektionen ist, dass sie am Ende solange immer wieder von vorn gespielt werden, bis der Spieler eine neue Sektion auswählt. Bei eingeschaltetem AutoFill wird bei einem Wechsel zu einer neuen Main Variation automatisch ein passendes Fill-In eingefügt, bevor die angeforderte Main-Variation gespielt wird.
Jedes Instrument hat für jede Variation einer Sektion ein separates Begleitmuster, ein sog. Pattern. Diese Pattern bestehen aus Noten, die in einem bestimmten Akkord, sog. Source Chord, eingespielt wurden. Neben dem Notenteil gibt es für jedes einzelne Pattern eine Vielzahl sog. Transponierungseinstellungen, die mit dem Source Chord ebenfalls abgespeichert werden.
Die Kombination der verschiedenen Pattern mit ihren Sektionen und Variationen zu einem Begleitrhythmus wird als Style bezeichnet. Der interne Aufbau der Styles ist relativ komplex und vom jeweiligen Keyboardhersteller abhängig.

## Funktionsweise
Eine Akkorderkennung identifiziert aus den gespielten Noten der linken Hand den zu Grunde liegenden Akkord, wobei auch Umkehrungen aufgelöst werden können. Wann immer der Spieler einen neuen Akkord greift, wird sofort die Begleitung neu berechnet und mit diesem neuen Akkord gespielt. Die Neuberechnung des Begleitrhythmus wird mit sog. Transponierungen erreicht, die mit einer Ausnahme aber keine Transponierungen im musikalischen Sinne sind. Diese Transponierungen erfolgen in Echtzeit. Die Begleitautomatik ist daher ein Realtime-System mit entsprechend hohen Hardware- und Softwareanforderungen.
Mit den Transponierungen werden die Noten der Pattern in die gespielte Akkordart überführt. Da die Akkordart des Pattern definiert ist, sind z. B. die Noten, die die Terz im Pattern repräsentieren, bekannt. Diese Noten werden bei einem gespielten Dur-Akkord in eine große Terz, bei einem Moll-Akkord in eine kleine Terz überführt. Entsprechend wird mit den anderen Intervallen der Akkorde verfahren. Das ist die prinzipielle Technik, mit der Pattern in die unterschiedlichen Akkordarten überführt werden. Zusätzlich wird aus der relativen Lage des Grundtons des gespielten Zielakkordes zum Grundton des Source Chords die neue Tonhöhe berechnet.
Mit dem Grundton des gespielten Zielakkordes kann sich bei der Transponierung die Tonhöhe der Begleitung in einem Bereich von 11 Halbtonschritten, also um fast eine Oktave, verschieben. Diese große Tonhöhenänderung ist in vielen Fällen nicht akzeptabel. Aus diesem Grund verfügt die Begleitautomatik über zusätzliche Parameter, die die Tonhöhenänderungen der Begleitinstrumente beim Spielen begrenzen.
Ein Verfahren besteht darin, ab einem bestimmten Grundton des gespielten Akkordes (sog. High Key), z. B. ab G, die Begleitung nach unten statt nach oben zu transponieren. Die einzelnen Akkordtöne behalten dabei ihre ursprüngliche Intervallstellung bei. 
Eine andere Methode gibt die Intervallstellung der einzelnen Akkordtöne auf und verwendet für den Akkordwechsel Umkehrungen mit möglichst kurzen Übergängen der einzelnen Töne. Der Ton der Terz des zuvor gespielten Akkordes kann dann beispielsweise zum Grundton des nächsten Akkordes werden. Die Begleitung nähert sich so dem Spielen, wie man es von einer Gitarre kennt.
Diese Maßnahmen sind wiederum bei Pattern mit melodischen Linien nicht praktikabel, da sie zu Zäsuren im Tonverlauf führen. Deshalb gibt es auch für diese Fälle spezielle Transponierungen. Insgesamt wird eine Vielzahl sehr unterschiedlicher Transponierungsverfahren mit entsprechenden Parametern eingesetzt.

## Vor- und Nachteile
Da mehrere Instrumente gleichzeitig gespielt werden, erzeugt die Begleitautomatik eine Klangfülle, die ein Spieler allein nicht erreichen könnte. Darüber hinaus unterstützt die Begleitautomatik Anfänger beim Erlernen eines Instrumentes, da sich relativ schnell hörbare Erfolge erzielen lassen.
Dem geübten Musiker bietet die Begleitautomatik viele Gestaltungsmöglichkeiten, eigene Arrangements zu spielen und spontan zu variieren. Er hat für nahezu jede Musikrichtung eine unüberschaubare Fülle an Begleitrhythmen.
Das, was die Begleitautomatik auszeichnet, ist die freie Transponierbarkeit der Rhythmen. So kann ein Titel mit unterschiedlichen Rhythmen gespielt werden. Die Begleitautomatik eröffnet den spielerischen Umgang mit Rhythmen und Harmonien.
Diese Vorteile sind aber mit einem Nachteil verbunden. Das Spielen der Pattern mit unterschiedlichen Akkorden ist möglich, weil die Begleitungen primär auf Akkordtöne reduziert werden. Tatsächlich können aber zu jedem Akkord weitere Töne gespielt werden, die sich aus seiner Akkordskala ergeben. Da diese Töne nicht gespielt werden, schränkt die Begleitautomatik den musikalisch verfügbaren Tonvorrat der Begleitung ein. An diesem Sachverhalt ändert auch das Anreichern einzelner, zumeist kurzer Töne wie z. B. beim Cha-Cha-Cha und bei bluesigen Styles wie R&B nichts.
Um diese Einschränkung zu umgehen, werden Pattern eingesetzt, die eigene melodische und harmonische Komponenten enthalten und auf diese Weise den Tonvorrat erweitern. Das Spielen dieser Pattern gleicht dann allerdings mehr oder weniger einem Playback, weil die zugeordneten Transponierungen entweder keinen oder nur ein oder zwei Töne der gespielten Akkorde auswerten, während sie die anderen Töne selbst spielen.
Es gibt daher auch andere Systeme, die den verfügbaren Tonvorrat der Begleitung beim Spielen ausschöpfen, indem sie Akkordskalen transponieren. Das setzt aber voraus, dass der musikalische Kontext der gespielten Akkorde einbezogen wird.

## Bauformen
Die meisten Begleitautomaten dürften als integraler Bestandteil eines Arranger Keyboards verbaut werden. Daneben gibt es dedizierte Hardwarelösungen mit eigenem Gehäuse und Softwarerealisierungen, die auf einem PC betrieben werden.
Aufgrund ihrer Kompaktheit sind die Keyboards leichter zu bedienen und bühnentauglicher. 
Dagegen lassen sich Softwarelösungen flexibel konfigurieren, da sie von Keyboard und Soundmodul unabhängig sind. Sie bieten in der Regel zusätzliche Alleinstellungsmerkmale.